# Caeli McKay
Caeli Sierra McKay (Calgary, 25 de junio de 1999) es una deportista canadiense que compite en saltos de plataforma.
Ganó una medalla de bronce en el Campeonato Mundial de Natación de 2023, en la prueba de plataforma 10 m. En los Juegos Panamericanos obtuvo cuaztro medallas, oro y plata en 2019 y plata y bronce en 2023.
Participó en los Juegos Olímpicos de Tokio 2020, ocupando el cuarto lugar en la prueba sincronizada.

## Palmarés internacional
| Campeonato Mundial   | Campeonato Mundial | Campeonato Mundial | Campeonato Mundial     |
| Año                  | Lugar              | Medalla            | Prueba                 |
| -------------------- | ------------------ | ------------------ | ---------------------- |
| 2023                 | Fukuoka (Japón)    | Medalla de bronce  | Plataforma 10 m        |
| Juegos Panamericanos |                    |                    |                        |
| Año                  | Lugar              | Medalla            | Prueba                 |
| 2019                 | Lima (Perú)        | Medalla de oro     | Plataforma 10 m        |
| 2023                 | Lima (Perú)        | Medalla de plata   | Plataforma 10 m sincro |
| 2023                 | Santiago (Chile)   | Medalla de plata   | Plataforma 10 m sincro |
| 2023                 | Santiago (Chile)   | Medalla de bronce  | Plataforma 10 m        |